# Бранимир Субашић
Бранимир Субашић (рођен 7. априла 1982. у Београду) је бивши азербејџански фудбалер српског порекла. Наступао је између осталих за Амкар, Нефтчи Баку, Црвену звезду и ОФК Београд.